# Аль-Харти, Джоха
Джоха Аль-Харти (араб. جوخة الحارثي‎; род. 16 июля 1978, Оман) — оманская писательница, обладательница Международной Букеровской премии 2019 года за роман «Небесные тела» (араб. سيدات القمر‎, «Сайидат Аль-Камар», 2010).

## Биография
Аль-Харти получила докторскую степень по классической арабской литературе в Великобритании в Эдинбургском университете, который окончила в 2011 году. Годом ранее её пригласили преподавать в Университет имени султана Кабуса в Маскате, в Омане, где по состоянию на 2023 год она занимает должность ассоциированного профессора классической литературы.
Аль-Харти опубликовала три сборника рассказов, три детские книги и четыре романа. Она также является автором академических работ. Её второй роман «Сайидат Аль-Камар» был переведён на английский язык Мэрилин Бут и издан в Великобритании в июне 2018 года под названием «Небесные тела» (англ. Celestial Bodies). В 2019 году Аль-Харти и Бут получили за него Международную Букеровскую премию. Таким образом, он стал первым арабоязычным произведением, отмеченным этой наградой, а также первым романом женщины-писательницы из Омана, опубликованным в английском переводе. На русском языке книгу впервые выпустили в 2020 году в издательстве «Эксмо». В феврале 2022 года она вошла в лонг-лист премии «Ясная поляна» в номинации «Иностранная литература». В мае 2022 года в переводе Мэрилин Бут также вышел третий роман Аль-Харти «Наринджа» (араб. نارنجة‎, 2016), в англоязычной версии получивший название Bitter Orange Tree (с англ. — «Горькое апельсиновое дерево»).
Аль-Харти живёт в Маскате. Она замужем, у неё трое детей.

## Издания на русском языке
- Небесные тела / пер. с англ. В. Н. Зарытовской, Г. Калашникова. — М.: Эксмо, 2020. — 256 с. — (Литературные хиты: Коллекция). — ISBN 978-5-04-113540-9.